# سوترانتيكا
سوترانتيكا (Sautrāntika) هي مدرسة من مدارس البوذية القديمة الأولى، والتي يعتقد أنها تنحدر من مدرسة Sthavira nikāya، وهي تعتمد في إيمانها بشكل كبير على الحكم المدونة في السوترا، والتي كانت أيضاً في الوقت نفسه ترفض نصوص أبهيدارما للمدارس البوذية السابقة الأخرى.
حسب نص Abhidharmakośa للراهب فاسوباندو فإن السوترانتيكا تتبنى الرأي القائل أنه يمكن أن يكون أكثر من بوذا في نفس الوقت، وبالتالي يمكن أن يعاصر أكثر من بوذا في نفس الوقت.

## اقرأ أيضاً
- سوترا